# آیه ولایت
آیه ۵۵ سوره مائده از قرآن به آیه ولایت معروف است که توسط علی بن موسی الرضا نامگذاری شده‌است. در تمام کتاب‌های تفسیری در مورد این آیه صحبت شده‌است و از اهمیت خاصی نزد شیعه و سنی برخوردار است. به باور شیعیان این آیه در بیان مقام ولایت و امامت محمد و علی است و معتقدند علاوه بر خدا و رسول دسته سومی هم شامل این آیه می‌شوند که امامان شیعه هستند داستان وارد شده برای نزول آیه به این شرح است که در سال‌های اولیه اسلام بعد از هجرت محمد به مدینه فقیری وارد مسجد می‌شود و درخواست کمک می‌کند ولی هیچ‌کس به او کمکی نکرده و در این بین تنها علی در حالی که در رکوع نماز بود به فقیر اشاره کرد تا انگشتری را از انگشت کوچک دست راستش درآورد و برای خود بردارد پس جبرئیل نازل شد و آیه ولایت را بر محمد خواند.
ماجرا و علت نزول مورد اتفاق همه مسلمانان است در معنی کلمه ولی و افاده حصر انما دانشمندان شیعه و سنی نظر متفاوتی دارند و نتایج مختلفی از آیه گرفته‌اند شیعیان انما را حصر دانسته‌اند و ولایت را به معنی سرپرستی و اولی به تصرف و قربت گرفته‌اند و آیه را اینگونه معنا کرده‌اند ولی و سرپرست شما فقط خدا و رسول و کسانی هستند که نماز می‌خوانند و در حال رکوع زکات می‌دهند اما اهل سنت نظریات متفاوتی ارائه کرده‌اند برخی مانند فخر رازی ولی را به معنی دوست یا مانند رشید رضا به معنی ولایت در نصرت گرفتند عده ای انما را منحصر به علی نمی‌دانند دسته‌ای دیگر ایرادات فقهی به اعطای زکات در نماز گرفته‌اند؛ در نهایت آیه معروف به ولایت یکی از آیه‌های مهم برای شیعیان است و علت آن مهر تأییدی است که خداوند به اعطای زکات در نماز به عمل علی بن ابیطالب زده‌است. چه در آیه توصیه به ولایت علی شده باشد، یا به دوستی علی این آیه برای شیعیان برگ برنده ای تلقی می‌شود منابع متعدد در این مورد در نزد اهل تسنن وجود دارد.

## نام‌گذاری
آیه ۵۵ از سوره مائده در کتابهای حدیثی و تفاسیر شیعی به نام آیه ولایت شهرت یافته‌است که علت این نامگذاری وجود کلمه "ولیّکم" در این آیه دانسته شده‌است. دردانشنامه امام رضا چنین آمده‌است که امام هشتم شیعیان علی بن موسی الرضا این آیه را با نام ولایت خوانده و مصداق آن را علی بن ابیطالب دانسته‌است.

## محتوا و ساختار

### متن و ترجمه
مکارم شیرازی، مفسر شیعه مذهب، متن و ترجمه آیه ولایت را اینگونه شرح داده‌است:
متن:
«إِنَّمَا وَلِیُّکُمُ اللّهُ وَرَسُولُهُ وَالَّذِینَ آمَنُواْ الَّذِینَ یُقِیمُونَ الصَّلاَةَ وَیُؤْتُونَ الزَّکَاةَ وَهُمْ رَاکِعُونَ»
ترجمه:
«سرپرست و ولی شما، تنها خداست و پیامبر او و آنها که ایمان آورده‌اند؛ همانها که نماز را برپا می‌دارند و در حال رکوع زکات می‌دهند. .»

### محتوا
این آیه از ۱۴ کلمه و ۸۲ حرف تشکیل شده‌است. در مورد سیاق آیات، برخی از مفسرین شیعه از جمله طباطبایی در تفسیر المیزان و مکارم شیرازی در تفسیر نمونه معتقدند آیه ۵۵ به همراه آیه بعدی«وَمَنْ یَتَوَلَّ اللَّهَ وَرَسُولَهُ وَالَّذِینَ آمَنُوا فَإِنَّ حِزْبَ اللَّهِ هُمُ الْغَالِبُونَ» آیه ولایت نام‌گذاری شده و آیه ۵۶ تکمیل کننده آیه قبل است.ابن کثیر دانشمند شافعی مذهب در تفسیر القرآن العظیم آورده‌است محمد پس از اینکه آیه انما ولیکم... را خواند تکبیر گفت و آیه ومن یتول... را در شأن علی قرائت کرد.
محمد حسین طباطبایی از مفسران معاصر شیعه در تفسیر المیزان خود با رد ارتباط آیات ۵۵و۵۶ با آیات قبل و بعد سوره، معتقد است ولایت در این دو آیه ارتباطی با دوستی و نصرت کفار و اهل کتاب نداردو معنای مستقلی دارد.

## شأن، مکان و زمان نزول
آلوسی از فقهای شافعی مذهب گزارش می‌کند که بیشتر اخباری‌ها بر این باورند که آیه در شأن علی بن ابیطالب نازل شده‌است. به شهادت اکثر مفسران شیعه و سنی این آیه مدنی و در شان علی بن ابیطالب است مفسران شیعه با استناد به این آیه مقام ولایت مطلق پیامبر اسلام را به همه امامان تعمیم می‌دهند و معتقدند علاوه بر خدا و پیامبرش، دسته سومی که شامل این آیه می‌شوند امامان هستند. مکارم شیرازی مفسر شیعه در تفسیر نمونه شأن نزول آیه را دربارهٔ علی بن ابیطالب آورده و ماجرا را اینگونه گزارش می‌کند که ابوذر غفاری — از صحابه محمد — گوید که روزی از روزها با پیامبر اسلام در مسجد نماز می‌خواندم که سائلی وارد مسجد شد و از مردم تقاضای کمک کرد اما کسی جوابش را نداد؛ او دست خود را به آسمان بلند کرد و گفت: خدایا تو شاهد باش که من در مسجد رسول تو تقاضای کمک کردم ولی کسی جواب مساعد به من نداد، در همین حال علی بن ابیطالب که در حال رکوع بود با انگشت کوچک دست راست خود اشاره کرد. سائل نزدیک آمد و انگشتر را از دست او بیرون آورد. محمد نیز که در حال نماز بود این جریان را مشاهده کرد، هنگامی که از نماز فارغ شد سر به سوی آسمان بلند کرد و چنین گفت: خدایا برادرم موسی از تو تقاضا کرد روحش را وسیع گردانی و کارها را بر او آسان سازی و گره از زبانش بگشایی تا مردم گفتارش را درک کنند؛ و نیز موسی درخواست کرد برادرش هارون را وزیر و یاورش قرار دهی و به وسیله او بر توانش بیفزایی و او را در کارهایش شریک قرار دهی؛ خدایا من محمد پیامبر و برگزیده توأم سینه مرا گشاده گردان کارها را بر من آسان ساز و از خاندانم علی را وزیرم گردان تا به وسیله او پشتم قوی و محکم گردد؛ ابوذر می‌گوید هنوز دعای محمد پایان نیافته بود که جبرئیل آیه ولایت را نازل کرد؛ این شأن نزول با اختصار و تفصیل در منابع روایی و تفسیری و کلامی مذاهب اسلامی نقل شده‌است. ابن تیمیه گفته‌است این آیه دربارهٔ عامه مؤمنان نازل شده‌استبرخی شأن نزول آن را عبادة بن صامت ذکر کرده‌اند. در این میان ابن تیمیه سند حدیث اعطای انگشتر توسط علی بن ابیطالب را ضعیف و مخدوش می‌داند در حالیکه در منابع متعدد اهل سنت با راویان متعدد ذکر شده‌است

#### راویان خبر از صحابه و تابعین
راویان این خبر میرحامد حسین هندی در عبقات الانوار و سید علی میلانی در جواهرالکلام را تعدادی از صحابه و تابعین هستند که عبارتند از: علی بن ابیطالب، مقداد بن اسود کِندی، عمار بن یاسر، عبدلله بن عباس، ابوذر غفاری، جابر بن عبدلله انصاری، ابو رافع، انس بن مالک، حسان بن ثابت انصاری، محمد بن حنفیه، ابن جریح مکی، سعید بن جبیر، عطاء، مجاهد، سدّی، مقاتل، ضحاک. سید بن طاووس، فقیه شیعه، این خبر را از نود طریق ذکر کرده‌است، از میان دانشمندان غیر شیعه که شأن نزول آیه را تنها علی بن ابی‌طالب می‌دانند می‌توان به قاضی عضد ایجی، میر شریف جرجانی در شرح مواقف، سعد الدین تفتازانی در شرح المقاصد، قوشچی سمرقندی، کلبی، ابن جریر طبری در الجامع البیان عن تاویل القرآن ،زمخشری در الکشاف، واحدی نیشابوری در احکام القرآن،حاکم حسکانی در شواهد التنزیل، ابن عساکر در تاریخ مدینه الدمشق، جلال الدین سیوطی در اسباب النزول اشاره کرد. علامه امینی، از نویسندگان شیعه در جلد سوم کتاب الغدیر اسامی دیگری را نیز ذکر می‌کند.

###### زمان و مکان نزول آیه
به اتفاق شیعه و سنی سوره مائده، از سوره‌های مدنی است و جزو آخرین سوره‌هایی است که بر محمد نازل شده‌است؛ نزول این سوره به سال‌های آخر عمر محمدبن عبدالله نسبت داده می‌شود که آیه ولایت از آیات این سوره از قرآن است. در سوره مائده به امر ولایت بر تمام مؤمنان به‌طور ویژه پرداخته شده‌است؛ همه مؤمنان مورد خطاب مستقیم این آیه هستند و این خطاب به زمان خاصی اختصاص ندارد.

## تفسیر

### در تفاسیر شیعی

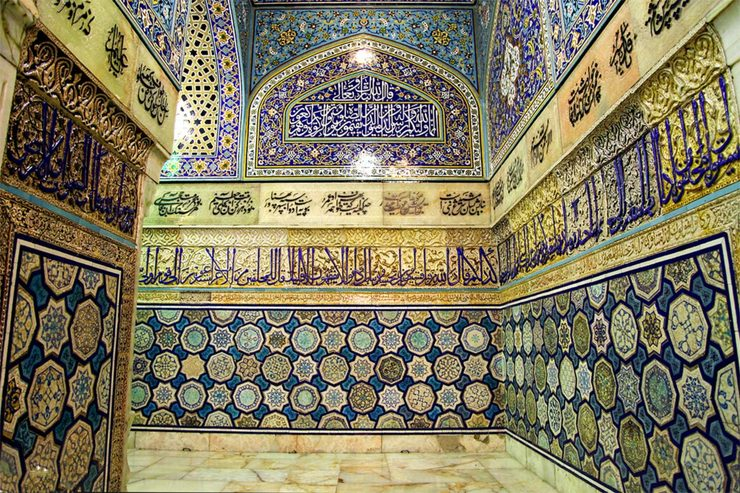
تصویر کتیبه آیه ولایت واقع در مسجد بالای سر حرم علی بن موسی الرضا که از قدیمیترین اماکن حرم رضوی و مربوط به عهد غزنویان است.

به گزارش مکارم شیرازی، مفسر شیعه، این آیه با کلمه «اِنَّما» شروع شده‌است که در زبان عربی برای انحصار کاربرد دارد و در فارسی مترادف کلمه «فقط» است. به عقیده همو، آمدن «اِنَّما» در ابتدای این آیه مشخص کرده‌است که ولی و سرپرست و متصرف در امور شما سه کس هستند که عبارتند از خدا، پیامبر و کسانی که ایمان آورده‌اند و نماز را به پا می‌دارند و در حال رکوع زکات می‌دهند.
«ولی» در آیه به معنی «قرب»، «سرپرستی»، «تصرف» و «رهبری مادی و معنوی» است واژه «ولی» در کتب لغوی قرن اول فقط به معنای «سرپرست» به کار بسته می‌شد و معنای «دوست» بعدها افزوده شده‌است. «ولی» در اصطلاح فقها و مفسران بیشتر به معنای «متولی» و «اولی به تصرف» به کار رفته‌است. در لغت عرب «ولی» به معنای محب، دوست، یاور، همسایه، هم سوگند، پیرو، داماد و قرب است. «ولی» کسی است که امر دیگری را به عهده گیرد و «ولایت» در این‌جا همان «اولی به تصرف» معنی می‌دهد. برای اثبات این ادعا به صورت طبیعی معانی داماد، هم‌پیمان، همسایه و پیرو حذف می‌شود. با توجه به واژه «انما» که افاده حصر (فقط برای یک نفر مصداق دارد) می‌کند، معانی دوست و محب و یاور هم حذف می‌شود؛ چون این معانی بار بر افراد خاصی از مؤمنان نمی‌شود، چرا که قرآن همه مؤمنان را محب و دوست یکدیگر می‌داند. پس فقط معنی اولی به تصرف در این آیه صدق می‌کند. شیعیان معتقدند با توجه به آیه علی حتی در زمان حیات محمد هم که زمان نزول آیه بوده اولی به تصرف بوده‌است و آنچه آیه در صدد اثبات آن است وجود مقام ولایت است نه اعمال آن مقام. همان‌طور که ولایت پیامبر با ولایت خدا قابل جمع است ولایت علی نیز با ولایت محمد منافات ندارد. پس علی در زمان حیات محمد هم ولایت و اولویت در تصرف داشته، اما این ولایت را به خصوص در مقابل محمد اعمال نمی‌کرده‌است. از منظر شیعیان مقام ولایت با مقام خلافت و زمامداری متفاوت است و مقصود از ولایت در آیه فوق امارت نیست. هرچند طبری دانشمند اهل سنت این آیه را نصی بر خلافت علی می‌داند.
نظر دانشمندان ادبیات عرب در مورد «انما» :وقتی کتاب‌های دانشمندان ادبیات عرب را بررسی می‌کنیم، ابن هشام تفتازانی و ابوحیان معتقدند انما از ادات حصر می‌باشد.
«زکات» :اغلب کاربردهای زکات در قرآن به معنی صدقه واجب نیست، بلکه معنی انفاق و صدقه نیز می‌دهد، مثل مریم/ ۳۱ «وَجَعَلَنِی مُبَارَکًا أَیْنَ مَا کُنْتُ وَأَوْصَانِی بِالصَّلَاةِ وَالزَّکَاةِ مَا دُمْتُ حَیًّا». حتی در آیات مکی هم زکات به معنی صدقه و انفاق است. بسیاری از مفسران اهل سنت مثل قرطبی نیز مانند شیعیان قائل هستند چه صدقه مستحبی و چه زکات واجب هر دو در قرآن زکات نامیده شده‌است.
«رکوع» :رکوع در لغت به معنی انحنا و در اصطلاح به معنی جزئی از اجزاء نماز است. مکارم شیرازی مفسر شیعه می‌گوید کلمه رکوع در این آیه به معنای رکوع نماز است و نه به معنی خضوع. ذکر جمله یقیمون الصلوة خود شاهدی بر این موضوع است، چرا که در هیچ جای قرآن نیامده زکات را با خضوع بدهید بلکه باید با اخلاص نیت و عدم منت داد. پس آوردن رکوع و نماز در کنار هم تبیین کننده کاربرد اصطلاحی رکوع است.
«الذین آمنوا» :در ادبیات عرب مکرر دیده می‌شود که لفظ جمع برای مفرد به کار رفته‌است؛ با توجه به کلمه «الذین» و «آمنوا» که جمع آمده‌اند و مصداق آن علی بن ابیطالب است به این نکته توجه می‌شود که حمل جمع بر مفرد در قرآن بارها ذکر شده‌است که به چند نمونه از این آیات اشاره می‌کنیم:
- آیه ۶۱ سوره آل عمران که به آیه مباهله مشهور است: «فَمَنْ حَاجَّکَ فِیهِ مِنْ بَعْدِ مَا جَاءَکَ مِنَ الْعِلْمِ فَقُلْ تَعَالَوْا نَدْعُ أَبْنَاءَنَا وَأَبْنَاءَکُمْ وَنِسَاءَنَا وَنِسَاءَکُمْ وَأَنْفُسَنَا وَأَنْفُسَکُمْ ثُمَّ نَبْتَهِلْ فَنَجْعَلْ لَعْنَتَ اللَّهِ عَلَی الْکَاذِبِینَ» در این آیه نیز کلمه نِساءَنا و أَنفُسَنا به صورت جمع آمده در حالیکه فقط بر یک نفر (نِساءَنا فاطمه دختر محمد) و (أَنفُسَنا علی بن ابیطالب) دلالت دارد.
- آیه ۱۷۲ سوره آل عمران: «الَّذِینَ اسْتَجَابُوا لِلَّهِ وَالرَّسُولِ مِنْ بَعْدِ مَا أَصَابَهُمُ الْقَرْحُ ۚ لِلَّذِینَ أَحْسَنُوا مِنْهُمْ وَاتَّقَوْا أَجْرٌ عَظِیمٌ» که شأن نزول این آیه هم برمیگردد به داستان جنگ اُحد و «نعیم ابن مسعود» که تنها یک نفر است.
- آیه ۵۲ سوره مائده: «فَتَرَی الَّذِینَ فِی قُلُوبِهِمْ مَرَضٌ یُسَارِعُونَ فِیهِمْ یَقُولُونَ نَخْشَیٰ أَنْ تُصِیبَنَا دَائِرَةٌ ۚ فَعَسَی اللَّهُ أَنْ یَأْتِیَ بِالْفَتْحِ أَوْ أَمْرٍ مِنْ عِنْدِهِ فَیُصْبِحُوا عَلَیٰ مَا أَسَرُّوا فِی أَنْفُسِهِمْ نَادِمِینَ» در حالیکه آیه دربارهٔ «عبدالله ابی» وارد شده‌است.
- آیه ۸ سوره منافقون: «یَقُولُونَ لَئِنْ رَجَعْنَا إِلَی الْمَدِینَةِ لَیُخْرِجَنَّ الْأَعَزُّ مِنْهَا الْأَذَلَّ وَلِلَّهِ الْعِزَّةُ وَلِرَسُولِهِ وَلِلْمُؤْمِنِینَ وَلَکِنَّ الْمُنَافِقِینَ لَا یَعْلَمُونَ»[۴۱][۴۰]

علامه امینی در الغدیر بیست آیه از قرآن را ذکر کرده‌است که در آن لفظ جمع آورده شده ولی اراده یک نفر را دارد.

###### وصف مقوم و وصف مشیر
وصف مقوم وصفیست که دلیل و ملاک حکم راهم بیان می‌کند. وصف مشیر وصفیست که تنها مصداق مورد نظر را معین می‌سازد و دلیل حکم را بیان نمی‌کند. در آیه ولایت وصف الذین یقیمون الصلوه و یوتون الزکوه و هم راکعون برای موصوف الذین آمنوا وصف مشیر است. چرا که زکات دادن در حالت نماز نمی‌تواند دلیل ایمان باشد. پس وصف مقوم نیست. در این آیه با به کار بردن وصف مشیر ولی مؤمنان که با توجه به شأن نزول علی بوده‌است، مشخص می‌شود.
درآیه فوق باید دید مشار الیه وصف مشیر کیست، تا مصداق آن پیدا شود و با توجه به روایات وارده امامان از مصادیق آن هستند؛ ثانیاً ولایت سایر ائمه با ادله استوار در جای خود ثابت شده‌است و امامان نیز واردبر این ولایت می‌شوند مثل پذیرش ولایت پیامبران الهی از سوی اهل ادیان که در طول پذیرش ولایت خداوند است اینجا نیز ولایت اهل بیت در طول ولایت خدا، رسول و علی بن ابیطالب است.

### در تفاسیر اهل سنت
فخر رازی کلمه انما را در این آیه مفید حصر نمی‌داند پس آیه را چنین ترجمه می‌کند که دوست و یاور شما خدا، رسول و مؤمنان هستند و این مؤمنان نماز می‌خوانند و زکات می‌دهند؛ یعنی همه مؤمنان، و از نظر او «و هم راکعون» هم جمله حالیه نیست. وی دربارهٔ کلمه رکوع می‌گوید: به منظور تأکید و تشریف آمده‌است و در این آیه به معنی لغوی یعنی خضوع و خشوع است. پس معنی آیه چنین می‌شود در هنگام اقامه نماز و ادای زکات خاضع و خاشع اند.همچنین به نظر او اگر معنی ولی در این آیه را اولی به تصرف بگیریم، سیاق آیات مختل می‌شود؛ چرا که در آیات قبل و بعد، ولی به معنی دوست و ناصر به کار رفته‌است.
یکی دیگر از ایراداتی که فخر رازی برای حمل آیه بر علی بن ابیطالب می‌گیرد، این است که می‌گوید: در این آیه در ۷ موضع صیغه جمع به کار رفته و این دلیلی است بر این که این آیه مختص علی نیست. وی همچنین معتقد است علی در حین نزول آیه یعنی زمان حیات پیامبر امام نبوده و حق تصرف نداشته‌است، بلکه فقط پس از محمد می‌شود برای علی امامت قائل شد. پس اگر شیعه ولایت را در آیه فوق ولایت در تصرف و امامت معنا کند برای خدا و رسول ثبوت فعل دارد ولی برای علی در زمان نزول آیه ثابت نیست، که این با ظاهر آیه در منافات است، ولی اگر ولایت به معنی یاری و محبت معنا شود، برای هر سه دسته ثبوت فعل دارد.
همچنین فخر رازی می‌گوید کلمه زکات در قرآن برای عمل واجب به کار می‌روداما عمل علی نمی‌تواند ادای زکات واجب باشد، زیرا در آن صورت باید قائل شویم که او ادای زکات را تا آن وقت به تأخیر انداخته‌است و این یعنی معصیت.
رشید رضا دانشمند اهل سنت معتقد است ولایت در آیه به معنی ولایت در نصرت است. این مورد را با توجه به سیاق آیات ذکر می‌کند. همچنین دربارهٔ معنای رکوع می‌گوید به معنی خضوع و ضعف است و عرب هر که را به خدا ایمان داشته و بت نمی‌پرستد را راکع می‌گویند وی منبع خود را در این ادعا اساس البلاغه ذکر می‌کند.او همچنین معتقد است مراد از الذین آمنوا مؤمنان راستین هستند اینکه حمل مفرد، برای جمع از فصاحت به دور است.

## احتجاج به آیه ولایت
علی بن ابی طالب در طول حیات خود بارها با استناد به این آیه برتری خود را نسبت به سایر اصحاب بیان نمود:
- مثل روز شورا و پیش از انتخاب عثمان برای تصدی خلافت با استناد به این آیه و آیه مباهله[۵۰][۵۱][۵۲][۵۳] و…
- احتجاج با ابوبکر پس از رحلت محمد[۵۴][۵۵]
- احتجاج با مهاجرین و انصار[۵۶]
- احتجاج در میدان صفین و در حضور مهاجرین و انصار برای اثبات حقانیت خود به این آیه و آیات دیگر[۵۷][۵۸]

## آیه ولایت در ادبیات
نخستین شعر سروده شده در این باب به صحابی شاعر حسان بن ثابت برمیگردد که سروده‌است:
و انت الذی اعطیت اذ کنت راکعا زکاه فدتک النفس یا خیر راکع
فانزل فیک الله خیر ولایت و بینّها فی محکمات الشرایع
تو بودی که در حال رکوع زکات بخشیدی، جان به فدای تو باد ای بهترین رکوع کنندگان
و به دنبال آن خداوند بهترین ولایت را دربارهٔ تو نازل کرد و در ضمن قرآن مجید آن را ثبت نمود.
فدس الیه خاتما و هو راکع و مازال اواها الی الخیر داعیا
فبشر جبرییل النبی محمدا بذاک و جا الوحی فی ذاک
سید رضی می‌گوید:
و من سمحت بخاتمه یمین تضن بکل عالیه الکعاب
و علی آن کسی است که دست پر جودش انگشتری را بخشید، آن دستی که بر هر صاحب فضیلت و شرافتی برتری داشت.
دعبل شاعر شیعه در مورد خاتم بخشی علی چنین انشا نموده‌است:
اذ جاءه المسکین حال صلوته فامتد طوعا بالذراع و بالید
فتناول المسکین منه خاتما هبط الکریم الاجودی الاجود
در آن هنگامیکه مسکینی در حال نماز او به سوی او آمدو او از روی میل و رغبت ذراع و دست خود را به سوی او دراز کرد
در این وقت آن مسکین انگشتری را از او گرفت و جبراییل که گرامی‌ترین افراد گرامیست نازل شد.
خزیمه بن ثابت در این مورد سروده‌است:
صدق خاتمه راکعا فاحسن بفعل امام الوری
اوست که در رکوع نماز انگشتری خود را صدقه داد، پس چقدر نیکوست این عمل در مقابل همه خلایق عالم.
سید حمیری از شعرای بزرگ صدر اسلام در دیوان خود چنین بیان می‌دارد:
من ذا بخاتمه تصدق راکعا فاثابه ذوالعرش منه ولاءا
کیست آنکه انگشتری خود را در حال رکوع صدقه داد و بدین جهت خداوند صاحب عرش ولای خود را جزای او داد.
شهریار تبریزی شاعر معاصرنیز در غزل معروف «علی ای همای رحمت» با اشاره ای به این آیه چنین سروده:
برو ای گدای مسکین در خانه علی زن که نگین پادشاهی دهد از کرم گدا را

## تجزیه و ترکیب
| شماره آیه | متن آیه                                                                            | تجزیه و ترکیب |
| ۵۵        | «إِنَّمَا وَلِیُّکُمُ اللّهُ وَرَسُولُهُ وَالَّذِینَ آمَنُواْ الَّذِینَ یُقِیمُونَ الصَّلاَةَ وَیُؤْتُونَ الزَّکَاةَ وَهُمْ رَاکِعُونَ» | إِنَّمَا از حروف مشبهةُ بالفعل و کافة و مکفوفة، وَلِی بر وزن فعیل صفت مشبه، کُم ضمیر متصل جمع مذکر مخاطب، وَلِیُّکُم خبر مقدم، إِنَّمَاوَلِیُّکُمُ اللّهُ مبتدا و خبر، وَ واو عطف، وَرسولُهُ مضاف و مضافُ الیه و عطف به الله، اَلَذینَ اسم موصول جمع مذکر، آمَنوا فعل ماضی جمع مذکر غایب، یقیمونَ جمع مذکر غایب از فعل مضارع، الصلاة مفعولُ به، یُؤتُون الزکاة جمع مذکر غایب از فعل مضارع، وهُم و واو حالیه ضمیر جمع مذکر غایب منفصل و متصل، راکعون و جمع مذکر سالم از اسم فاعل، وَ هُم راکِعون وَهُم مبتدا راکِعون خبر جمله حالیه یا واو عاطفه و جمله معطوف |